# 和歌山県道225号大附見老津停車場線
和歌山県道225号大附見老津停車場線（わかやまけんどう225ごう おおつきみろづていしゃじょうせん）は、和歌山県西牟婁郡すさみ町を通る一般県道である。

## 概要
西牟婁郡すさみ町大附から西牟婁郡すさみ町見老津に至る。
ほぼ全線にわたって、1車線幅の狭隘かつアップダウンの激しい、曲がりくねった路線である。途中で和歌山県道38号すさみ古座線と交わる小河内（おかうち）交差点付近以外は、ほとんどの区間が離合困難である。大附 - 小河内区間は、路線バスも通行しているが、小河内 - JR西日本紀勢本線 見老津駅の区間は急カーブも多く、またガードレールの整備が不十分な箇所が多い。なお全線にわたって、シカなど野生動物との遭遇がしばしば発生する。
香ノ塔峠 - 見老津駅間の一部は、大辺路・長井坂ルートの一部と重複している。

### 路線データ
- 起点：西牟婁郡すさみ町大附（和歌山県道36号上富田すさみ線交点）
- 終点：西牟婁郡すさみ町見老津（国道42号交点）
- 実延長：13.976 km

## 歴史
- 1968年（昭和43年）6月1日 - 和歌山県が一般県道として大附見老津停車場線を認定[1]。

## 路線状況

### 重複区間
- 和歌山県道38号すさみ古座線（西牟婁郡すさみ町小河内）

## 地理

### 通過する自治体
- 和歌山県
  - 西牟婁郡すさみ町

### 交差する道路
| 交差する道路                            | 交差する場所 | 交差する場所 |
| --------------------------------------- | ------------ | ------------ |
| 和歌山県道36号上富田すさみ線            | 大附         | 起点         |
| 和歌山県道38号すさみ古座線 重複区間起点 | 小河内       |              |
| 和歌山県道38号すさみ古座線 重複区間終点 | 小河内       |              |
| 国道42号                                | 見老津       | 終点         |

### 交差する鉄道
- 紀勢本線

### 沿線
- JR西日本紀勢本線 見老津駅
- 太平洋